# Transzponáló hangszerek
A transzponáló hangszerek olyan hangszerek, melyek szólamát transzponáltan jegyzik le, tehát a transzponáló jelleg valójában nem a hangszerre, hanem szólamának lejegyzési módjára jellemző. Ilyen lejegyzés esetén a kotta nem a hangzó hangmagasságot jelöli, az csak úgy határozható meg, ha a kottában az adott hangszer alaphangolása is meg van adva. Például ha „B trombita” van feltüntetve, akkor az, ami a kottában c hangnak van írva, lejátszva b-nek hangzik. A lejegyzés transzponált jellege sok esetben nincs külön jelezve, ilyenkor az hallgatólagosan következik a hangszer szokásos funkciójából, vagy a zenei összefüggésből. 
Az ilyen írásmód gyakorlati haszna az, hogy így az adott kottaképhez az egy családba tartozó különböző hangolású hangszerek esetén is azonos fogásmód tartozik, így megkönnyítve a zenész dolgát. Oktáv-transzponálás esetén pedig a cél egyszerűen az, hogy a nagyon magas, vagy nagyon mély hangszerek szólamai is jól olvashatóan „ráférjenek” a kottára.